# Keynsham
Keynsham è un paese di 15 533 abitanti del Somerset, in Inghilterra.

## Amministrazione

### Gemellaggi
- Libourne